# Cetate (Dolj)
Cetate é uma comuna romena localizada no distrito de Dolj, na região de Oltênia. A comuna possui uma área de 86.80 km² e sua população era de 5.666 habitantes segundo o censo de 2007.